# Chloroclystis minima
Bosara minima là một loài bướm đêm trong họ Geometridae.